# الخبرة (النادرة)

تعديل مصدري - تعديل

الخبرة محلة تابعة لقرية ذودان، التابعة لعزلة الفجرة بمديرية النادرة إحدى مديريات محافظة إب في الجمهورية اليمنية، بلغ تعداد سكانها 36 حسب تعداد اليمن لعام 2004.